# Renata Dominguez
Renata Santos Dominguez (Río de Janeiro, 8 de marzo de 1980) es una actriz y presentadora brasileña.

## Carrera
Pasó su infancia en Goiás, donde estudió en un colegio conventual, y luego, a los 13 años, se trasladó a Ecuador con su familia.
Su carrera en la televisión se divide en dos etapas: como presentadora en Ecuador, de 1993 a 1999, y como actriz en Brasil, desde el año 2000 en adelante. A los 13 años inició su carrera en Ecuador, cuando su padre fue trasladado al país por motivos de trabajo. Estaba tomando una clase de danza cuando la llamaron para audicionar para un programa infantil en un canal local. Sin embargo, la audición para el grupo de bailarines del programa se convirtió en una vacante para presentador. Presentó programas de juegos, estilo VJ, programas infantiles, programas intercolegiales, programas de variedades, en vivo y grabados, diarios y semanales, grabó algunas canciones y realizó giras por el país. En total fueron seis programas en tres canales diferentes (Ecuavisa, Teleamazonas y SiTv), fue embajadora de Unicef en Ecuador y representante oficial de la marca Walt Disney en el país. El hecho de ser brasileña impulsó su carrera en un país marcado por la rivalidad entre sus principales regiones (Guayaquil-costa y Quito-sierra). Al ser extranjera, la presentadora estaba libre de cualquier prejuicio regional, teniendo aceptación nacional.
De regreso a Brasil, se unió al grupo de teatro Tablado y fue aceptada para la obra Jonas e a Baleia, un espectáculo bíblico de Maria Clara Machado. Luego hizo el espectáculo Navalha na Carne, donde interpretó a Neusa. Audicionó en español para Vale todo en 2001 y terminó siendo contratada para Malhação, permaneciendo al aire durante años. Debido a su gran éxito fue contratada por Rede Record para interpretar a Branca en La esclava Isaura, después de lo cual participó en las telenovelas Prueba de amor, Bicho do Mato, Amor e intrigas, Promesas de amor y en la miniserie Rey David, lo que la llevó a ser descrita como la «querida» de Record TV. En 2014, hizo su debut cinematográfico, interpretando a Valentina, en la película Vestido Pra Casar. En 2016, participó en Malhação: Seu Lugar no Mundo, interpretando el personaje de Suzana. Luego, interpretó el personaje Sirlene, en la telenovela Sol Nascente.
En 2021 hizo su regreso a la televisión cuando fue confirmada en el programa de talentos Bake Off Celebrities, donde quedó subcampeona. El 26 de abril del mismo año, fue confirmada junto a su esposo Leandro Gléria en la quinta temporada del reality Power Couple Brasil de RecordTV. Fueron la novena pareja eliminada del programa con el 28.73% de los votos contra Li Martins & JP Mantovani y Matheus Yurley & Mari Matarazzo, terminando en el 5.º lugar en la competición.

## Vida personal
En 2003, comenzó a salir con el director Edson Spinello, quien fue director general de Malhação, con quien mantuvo una relación estable durante muchos años, aunque recién se casaron oficialmente el 31 de enero de 2013. Después de doce años de relación, la pareja se separó en 2015. En 2019, inició una relación con el relacionista público Leandro Gléria, con quien se casó el 20 de marzo de 2021.
El 21 de julio de 2022, anunció públicamente en sus redes sociales que estaba esperando su primer hijo con su esposo Leandro Gléria.

## Filmografía

### Televisión
| Año     | Título                       | Papel                         | Notas                                  | Ref.   |
| ------- | ---------------------------- | ----------------------------- | -------------------------------------- | ------ |
| 1993-94 | Barra libre                  | Presentadora                  |                                        | [ 11 ] |
| 1994    | El ascensor musical          | Presentadora                  |                                        | [ 11 ] |
| 1995    | Club Disney                  | Presentadora                  |                                        | [ 11 ] |
| 1995    | Club Disney Tazos            | Presentadora                  |                                        | [ 11 ] |
| 1996    | El rey de la playa           | Presentadora                  |                                        | [ 11 ] |
| 1997-99 | Samba-K-Nuta                 | Presentadora                  |                                        | [ 11 ] |
| 2001-04 | Malhação                     | Solene Ribeiro da Silva (Sol) | Temporadas 8-10                        |        |
| 2004    | La esclava Isaura            | Branca Villela                |                                        |        |
| 2005    | Prueba de amor               | Patrícia Lopo (Paty)          |                                        |        |
| 2006    | Bicho do Mato                | Cecília de Sá Freitas         |                                        |        |
| 2007    | Amor e intrigas              | Valquíria Pereira             |                                        |        |
| 2009    | Promesas de amor             | Sofia Drumont Cordeiro        |                                        |        |
| 2012    | Rey David                    | Betsabé                       |                                        |        |
| 2013    | Casamento Blindado           | Clarinha                      | Especial de fin de año                 | [ 12 ] |
| 2015    | Na Mira do Crime             | Luana                         |                                        | [ 13 ] |
| 2015    | Tomara que Caia              | Alice Gomes                   | Episodio: «Quem não Morre não Vê Deus» | [ 14 ] |
| 2016    | Malhação: Seu Lugar no Mundo | Suzana                        | Episodio: «26-28 de janeiro»           | [ 15 ] |
| 2016    | Sol Nascente                 | Sirlene da Silva              |                                        | [ 16 ] |
| 2017    | Super Chef Celebridades      | Participante                  | Temporada 6                            | [ 17 ] |
| 2018    | Deus Salve o Rei             | Belisa                        |                                        | [ 18 ] |
| 2020    | Os Roni                      | Isadora                       | Episodio: «Esse Brechó é uma Viagem»   | [ 19 ] |
| 2021    | Bake Off Celebridades        | Participante                  | Temporada 1                            | [ 20 ] |
| 2021    | Power Couple                 | Participante                  | Temporada 5                            | [ 21 ] |

### Cine
| Año  | Título            | Papel     | Ref.   |
| ---- | ----------------- | --------- | ------ |
| 2014 | Vestido pra Casar | Valentina | [ 22 ] |

## Teatro
| Año     | Título           | Papel               | Ref.   |
| ------- | ---------------- | ------------------- | ------ |
| 2000    | Navalha na Carne | Neusa Sueli         | [ 11 ] |
| 2000-01 | Jonas e a Baleia | Bailarina de Nínive | [ 23 ] |
| 2002    | Quatro Amores    | Patrícia            | [ 11 ] |

## Premios y nominaciones
| Año  | Premio                     | Categoría                             | Título          | Resultado | Ref.   |
| ---- | -------------------------- | ------------------------------------- | --------------- | --------- | ------ |
| 2006 | Prêmio Contigo! de TV      | Mejor actriz de reparto               | Prueba de amor  | Nominada  | [ 24 ] |
| 2007 | Prêmio Contigo! de TV      | Pareja romántica (con André Bankoff)  | Bicho do Mato   | Nominada  | [ 25 ] |
| 2008 | Premio Extra de Televisión | Mejor actriz                          | Amor e intrigas | Nominada  | [ 26 ] |
| 2008 | Prêmio Contigo! de TV      | Mejor actriz                          | Amor e intrigas | Nominada  | [ 27 ] |
| 2012 | Prêmio Master de Qualidade | Mejor actriz                          | Rey David       | Ganadora  | [ 28 ] |
| 2013 | Prêmio Contigo! de TV      | Mejor actriz en una serie o miniserie | Rey David       | Nominada  | [ 29 ] |